# Saint Seiya: Next Dimension
Saint Seiya: Next Dimension - Meiō Shinwa (em japonês: 聖闘士星矢 NEXT DIMENSION 冥王神話; romaniz.: Seinto Seiya: Nekusuto Dimenshon - Meiō Shinwa; lit. Santo Seiya: Próxima Dimensão - O Mito do Rei das Trevas), no Brasil: Os Cavaleiros do Zodíaco: Next Dimension - A Saga de Hades, também conhecido simplesmente como Next Dimension, é uma série de mangá japonesa escrita e ilustrada por Masami Kurumada. É a sequência canônica, enquanto também serve como uma prequela do mangá Os Cavaleiros do Zodíaco de Kurumada. A trama principal se passa no século 18 durante a "Guerra Santa" anterior entre a deusa Atena e o deus Hades, e centra-se nas batalhas entre os guerreiros de cada divindade que são conhecidos como os Cavaleiros e os Espectros, respectivamente. É publicada pela Akita Shoten na revista semanal Weekly Shōnen Champion em datas irregulares. Também é conhecido por seu subtítulo alternativo Galaxy Myth (銀河神話, Ginga Shinwa), que é usado durante a publicação para se referir aos segmentos do enredo ambientado no século 20, em oposição ao subtítulo Mito de Hades, que se refere ao segmentos fixados no século XVIII.
Ao contrário da obra original, Next Dimension é publicado em cores em suas compilações de volume, com os capítulos impressos na revista Shōnen Champion originalmente publicados no formato preto e branco padrão da mídia de quadrinhos japonesa; com páginas coloridas ocasionais. No entanto, a versão digital dos capítulos é publicada em cores, embora em um esquema de cores simplificado que é posteriormente melhorado e realçado nas compilações. Assim, Next Dimension é notável como um dos poucos títulos do gênero a ser publicado em cores atualmente.

## Enredo
Next Dimension retoma a história do mangá Saint Seiya original de Kurumada por meio de um flashback da batalha final dos Cavaleiros de Atena no arco de Hades. Durante a batalha, Hades, o deus do submundo, reconhece Seiya como o inimigo temido que ele enfrentou há milênios, nas eras mitológicas, reencarnado nesta época. O deus é lembrado de encarnações passadas e, em seguida, relembra os eventos que ocorreram na última guerra entre Atena e ele mesmo, 243 anos antes. Naquela época, um menino chamado Tenma era um dos guerreiros lendários de Atena, os Cavaleiros. Ele também foi a encarnação de Seiya de Pégaso no século 18. Outra informação importante é que naquela época Dokko de Libra, mestre de Shiryu e Shion de Áries, mestre de Mu, eram dois dos 12 cavaleiros de ouro. Tenma era o melhor amigo de um garoto chamado Alone, o receptáculo escolhido por Hades para habitar naquela época. Como Alone tornou-se possuído por Hades, Tenma se aventura para resgatar o amigo, encontrando Shion de Áries e Dohko de Libra e, eventualmente, sofrendo uma derrota nas mãos de dois dos Juízes do Submundo. Sobrevivendo ao encontro, os Cavaleiros retornam ao Santuário de Atena para elaborar uma estratégia para impedir que Hades complete suas maquinações.
No tempo presente, Seiya de Pégaso está sob uma maldição causada pelos ataques de Hades que o matará em três dias. Athena, vendo toda aquela situação, decide salvar Seiya e é acompanhada pelo Cavaleiro de bronze Shun de Andrômeda. Ela tem a ideia de voltar no tempo para destruir a espada de Hades e impedir que Seiya seja atingido pela maldição do deus do submundo. Para isso, ela e Shun vão ao templo da lua para pedir ajuda à irmã mais velha de Athena, Ártemis. Porém, a deusa da lua alega que não pode auxiliar sua irmã caçula, pois apenas uma pessoa poderia enviá-la para o passado, sendo essa pessoa  Chronos. Mas por uma brincadeira do deus primordial, eles são enviados a guerra santa anterior contra Hades, há 243 anos atrás. Eles são separados e Atena é transformada em um bebê e acaba parando no salão do antigo mestre do santuário, sendo salva pelo cavaleiro de ouro de virgem daquela época, pois o líder do Santuário e alguns cavaleiros de ouro estão em aliança com Hades.
Shun acaba caindo no antigo coliseu e conhece tenma, que é convencido da situação e decide ir com Shun para resgatar Atena. Todavia, eles precisam passar pelas doze casas do Zodíaco, onde encontram e lutam contra vários dos poderosos Cavaleiros de Ouro e também Espectros, guerreiros de Hades, que invadiram o santuário para assassinar Athena e seus guerreiros. Eles também se juntam aos companheiros de Shun: Ikki, Shiryu e Hyoga, que após descobrirem que Shun e Athena foram ao passado para salvar Seiya, decidem segui-los. Outra ameaça iminente é revelada na forma do 13º Cavaleiro de Ouro, da constelação de Serpentário.

## Personagens
A seguir estão alguns dos personagens que têm um papel de destaque nos capítulos lançados até o momento. À medida que a história avança, mais alguns personagens foram introduzidos e espera-se que sejam desenvolvidos ainda mais em capítulos futuros.
- Tenma de Pégaso: A encarnação do século XVIII de Seiya de Pégaso e o personagem principal da história.
- Alone: A alma mais pura do século XVIII e receptáculo de Hades, deus do Submundo. Um jovem pintor é órfão e também o melhor amigo de Tenma.
- Shion de Áries: Cavaleiro de Bronze promovido a Cavaleiro de Ouro, futuro Grande Mestre do Santuário.
- Dohko de Libra: Cavaleiro de Bronze promovido a Cavaleiro de Ouro, futuro mestre de Shiryu de Dragão.
- Suikyo de Taça: Outrora Cavaleiro de Prata muito poderoso, mestre de Tenma e respeitado entre as forças de Atena, hoje é leal a Hades e ocupa a posição de Espectro em seu exército. Durante a infância, foi parceiro de Shion e Dohko.
- Shun de Andrômeda: Um dos personagens principais, Shun viaja ao passado com Saori e acaba se separando dela no século XVIII. Da mesma forma que Alone no passado, Shun é a alma mais pura do presente.
- Ikki de Fênix: Outro protagonista e irmão de Shun, ele aparece para enfrentar LaScomoune antes de viajar ao passado.
- Shiryu de Dragão: Outro protagonista, Shiryu é o Cavaleiro de Bronze da constelação de Draco.
- Hyoga de Cisne: Outro protagonista, Hyoga é o Cavaleiro de Bronze da constelação de Cygnus.
- Saori Kido: A reencarnação de Atena, a deusa da justiça. Juntamente com Shun, viaja ao passado para salvar Seiya, mas é transformada em uma criança por Chronos.
- Odysseus de Serpentário: Odysseus é o lendário 13º cavaleiro de ouro da constelação de Serpentário (Ophiucus), que morreu há uns anos durante o século XVIII e em breve renascerá na história como um Deus e será mais um inimigo de Atena no século XVIII, com alguns cavaleiros de ouro se aliando ao mesmo.
- Tōma: Anteriormente um Anjo, um combatente do Reino Celestial, preso na Prisão Lunar devido aos pecados de seu passado. Seu status como um anjo é restaurado por Callisto, que o envia para tirar a vida de Atena, assim como a de Seiya. Seu passado está misteriosamente ligado a de Marin de Águia.
- Seiya de Pégaso: O personagem principal da história. Após a batalha contra Hades, ele permanece entre a vida e a morte por causa da espada amaldiçoada do deus. Por essa razão, Atena e seus amigos Cavaleiros embarcam em uma jornada de volta no tempo para salvá-lo.

- Chronos deus supremo do tempo, mora no sagrado Monte Olimpo no lago do tempo.  Isso permite que Saori e seus Cavaleiros viajem de volta no tempo na tentativa de salvar a vida de Seiya. Somente Chronos tem poder sobre o tempo, os outros deuses, incluindo os 12 deuses do Olimpo, não têm poder sobre o tempo.

- Ártemis: deusa da Lua e irmã mais velha de Atena, mora em sua cidadela localizada perto do Monte Olimpo.  Saori vai até ela para descobrir como salvar Seiya.

- Sasha: uma garota que era amiga de infância de Tenma e Alone quando eles moravam na cidade de Florença.  Ela é a reencarnação da deusa Atena no século XVIII.

- Asclepius de Serpentário: Santo de Ouro da era mitológica considerado o mais poderoso dos 88 Santos de Atenas da era mitológica, ressuscitado para uma nova vida no século XVIII no corpo de Odysseus.

- Apolo, Deus do Sol: irmão mais velho de Atena, vive no templo de Apolo no Olimpo.

- Shion de Áries, Ox de Touro, Cain de Gêmeos, Deathtoll de Câncer, Kaiser de Leão, Shijima de Virgem, Dohko de Libra, Écarlate de Escorpião, Gestalt de Sagitário, Izo de Capricórnio, Mystoria de Aquário, Cardinale de Peixes: eles são os 12 Santo de Ouro do século XVIII antecessores dos Santo de Ouro do século XX; têm um papel muito relevante no mangá.

- Suikyo de Garuda, Vermeer do Grifo, Chagall do Wyvern: eles são os três Juízes do Submundo no século XVIII, os três Espectros mais poderosos entre os 108 Espectros, e comandam o exército do deus Hades.

## Produção
Masami Kurumada anunciou pela primeira vez o início da continuação de sua famosa série Os Cavaleiros do Zodíaco em 2006. Em 21 de abril, ele postou uma imagem de Hades, Senhor do Submundo, em seu blog. Capítulos curtos passaram a ser publicados uma ou até duas vezes por mês devido ao seu lançamento esporádico até 4 de janeiro de 2007, quando o próximo capítulo não foi lançado até 2 de agosto de 2007. A série manteve lançamentos esporádicos, com breves intervalos de publicação semana a semana, mas Masami Kurumada atualiza seu blog após um intervalo maior para mostrar os próximos capítulos. No Volume 2, em sua mensagem pessoal, Masami Kurumada pede desculpas pelo atraso do segundo volume, revelando que ele estava doente por um longo tempo na primavera de 2009.
Saint Seiya: Next Dimension foi concebido por Masami Kurumada como uma prequela de seu mangá Saint Seiya, partindo de elementos revelados nele, mas nunca mais desenvolvidos e explorados, portanto, ele começou a escrever e desenhar Next Dimension abrindo o enredo em um prólogo, com um flashback da última batalha de seu mangá original, contido no vol. 28. Além disso, o conceito original da prequela era trabalhar simultaneamente com Saint Seiya: The Lost Canvas, de Shiori Teshirogi, como uma interpretação multi-ângulo do enredo, mas essa abordagem foi rapidamente abandonada, pois ambos os trabalhos divergiram muito. No lançamento do primeiro volume coletado (tankōbon) da série, Next Dimension foi confirmado como canônico dentro do universo e cronologia concebido por Kurumada para Saint Seiya.
Seguindo o estilo tradicional de escrita e desenho de Masami Kurumada, o enredo se desenrola na narrativa típica de mangá shōnen. Além disso, cada capítulo é apresentado em cores. O primeiro capítulo foi inicialmente chamado de Prólogo ①, no entanto, o "①" foi removido no primeiro volume coletado. Durante os primeiros 14 capítulos, a borda das páginas foi colorida para parecer um céu noturno estrelado, isso foi alterado para branco padrão na parte 14 e nos capítulos seguintes, bem como um padrão em volumes compilados. As partes 15 e 16 foram publicadas em formato preto e branco, complementadas por uma imagem colorida cada. As seguintes partes continuaram sendo lançadas em preto e branco acompanhadas de várias páginas coloridas. As partes publicadas em preto e branco estarão disponíveis em cores em seus respectivos volumes de compilação. Certos objetos e informações que foram publicados anteriormente na Enciclopédia Saint Seiya são usados na história, como uma das 88 armaduras de Atena, a Armadura de Prata de Taça, embora com um novo design. Os personagens Artemis e Tōma foram criados por Masami Kurumada e introduzidos pela primeira vez no quinto filme de Saint Seiya, que serviria como uma continuação para o enredo. Mas o filme não recebeu as sequências planejadas, então Kurumada incorporou os personagens em Saint Seiya: Next Dimension, tornando-se a encarnação canônica dos referidos personagens.

## União com outros mangás de Saint Seiya
Como a continuação canônica do trabalho de Saint Seiya de Kurumada, "Next Dimension" exerceu influência por meio de vários trabalhos derivados da franquia. Notável é o uso de vários personagens recentemente introduzidos por Kurumada, pelos autores dos referidos trabalhos derivados, aparecendo como personagens convidados ou com uma conexão com o passado ou história dos personagens principais; Izō de Capricórnio, Deathtoll de Cancer, Shoryu, que aparecem em Saint Seiya Episode G Assassin por Megumu Okada . Calisto, Artemis, Hecate, Satellitales, aparecem em Saintia Sho de Chimaki Kuori.
- No Episódio G Assassin também fala sobre os eventos da guerra santa contra Hades do século 18° de Saint Seiya Next Dimension, em Saintia Sho também há lugares e armaduras de Saint Seiya Next Dimension.
- No Saint Seiya Final Edition (edição final do mangá Saint Seiya), no capítulo especial Origin, é mostrada a imagem dos 12 Cavaleiros de Ouro do século 18° que são os de Saint Seiya Next Dimension.  Conjunção definitiva e oficial entre as duas obras.O velho sacerdote Shion diz que 10 deles perderam suas vidas para vencer a guerra sagrada do século XVIII contra Hades, e os únicos sobreviventes foram Dohko e Shion.[10]
- Em Saint Seiya Times Odysseus, é revelado que o Cardinale Peixes, o Cavaleiro de Ouro do século XVIII de Saint Seiya Next Dimension, era antepassado de Afrodite Peixes (a Santa de Ouro do século XX do mangá Saint Seiya).[11]

## Sequela, Saint Seiya Then: Haikyo no Hana" (Flores da Ruína)
Na última edição da revista Weekly Shōnen Champion de Akita Shoten para 2024, uma sequência de Saint Seiya: Next Dimension intitulada "Saint Seiya Then: Haikyo no Hana" (Flores da Ruína), um capítulo colorido de 8 páginas onde Saori Kido (Athena), após os eventos de Saint Seiya Next Dimension, vagueia dentro do Santuário, tendo alcançado a nona casa do Zodíaco, a de Sagitário, ela se encontra em frente à escrita na parede de Aiolos Sagitário, e Saori recuperar todas as suas memórias que havia perdido no passado por causa de Deus Apolo. Ela então deixa um buquê de flores em frente à escrita como um tributo aos santos que protegeram Atena no passado.

## Mídia

### Mangá
Um prólogo, 102 capítulos e dois capítulos especiais adicionais foram lançados até o momento desde 2006 e estão sendo publicados coletivamente na forma de tankōbon. A décima segunda compilação foi lançada em 8 de maio de 2018. O primeiro episódio especial de Next Dimension foi publicado em 19 de junho de 2014 para comemorar o lançamento do filme de animação Os Cavaleiros do Zodíaco: A Lenda do Santuário. O segundo capítulo especial foi lançado um ano depois, em 16 de julho de 2015. Ambos os capítulos especiais foram compilados no décimo volume.
No Brasil, a publicação a publicação do mangá é realizada pela editora JBC desde setembro de 2011 e, em abril de 2022, encontra-se no volume 12.

## Merchandising
Em setembro de 2017, mercadorias relacionadas a Saint Seiya: Next Dimension ainda eram incomuns. Além das compilações tankobōn, apenas algumas cartas promociOs Cavaleiros do Zodíaco ilustrados pelo autor Kurumada e ocasionalmente uma mensagem dele e sua assinatura. Além disso, vários pôsteres promocionais com ilustrações da série foram lançados junto com várias publicações. Uma skin para a capa protetora intercambiável do Iphone 5 foi lançada em junho de 2014 com uma imagem de Atena e Seiya.
Em uma mensagem incluída na edição de publicação do capítulo 84 de Next Dimension, Masami Kurumada provoca o lançamento de uma figura colecionável de Odysseus de Serpentário em um futuro próximo.
Em 20 de setembro de 2017, foi revelado no site Tamashii Nations, que a figura colecionável mencionada por Kurumada é um lançamento especial e parte da linha Cloth Myth EX, e será de fato uma figura do Cavaleiro de Ouro de Serpentário, a ser lançado no formato Original Color Edition, o criador Kurumada esteve envolvido no desenvolvimento da figura como supervisor, embora, a figura não seja modelada à semelhança de Odysseus, pois se destina a representar a imagem do Cavaleiro de Ouro de Serpentário da lenda e não Odysseus ou Asclepios especificamente. Baseado no design original de Kurumada de seu mangá e não de uma adaptação de anime.
Em 2025, uma nova figura de coleção, Myth Cloth EX Metal dos Gold Saint Odysseus de Ophiuchus é lançada em Japão. Tem a particularidade de ser inteiramente feito de metal dourado e é, por isso, mais caro e do que os normal myth cloth.

## Videogame
Uma música para Next Dimension intitulada "End or Next", foi composta, para o videogame móvel Saint Seiya: Awakening da Tencent, com vocais de Nobuo Yamada, o vocalista original de Pegasus Fantasy. Odysseus de Serpentário também é apresentado como um personagem no jogo, dublado por Yuichi Nakamura, assim como os Cavaleiros de Ouro Shijima de Virgem, Kaiser de Leo, Deathtoll de Câncer, Tenma de Pégaso, Écarlate de Escorpião, Gestalt de Sagitário também são personagens do jogo.
Vários desses personagens têm sequências animadas feitas para eles no jogo em computação gráfica 3D.

## Recepção
Durante a primeira semana, o primeiro volume do mangá vendeu 30.618 cópias no Japão, ocupando a vigésima segunda colocação entre os mangás mais vendidos em fevereiro de 2009. Na semana seguinte vendeu 26.808 cópias, ficando  vigésimo sétimo de mangás mais vendido daquele mês. Após sua primeira semana o " segundo volume" coloque no 9º lugar da maioria de volume comprado do manga de março em Japão. Durante sua primeira semana, o " terceiro volume" do manga vendido 44.200 cópias em Japão e estado no 17º lugar do vendido mais em dezembro 2010. De acordo com os dados Akita Shoten publicado na revisão em 2011, o primeiro 3 tankobon da Next Dimension seguinte alcançaram em Japão as 300.000 cópias vendidas.
Em média, os volumes de Next Dimension são volumes com boas vendas no Japão, superando as vendas dos gaidens de The Lost Canvas, Saintia Sho e Episódio G.

## Eventos
Para o evento do 50º aniversário da revista Weekly Shōnen Champion, o Ophiuchus Gold Cloth foi recriado em uma escala 1:1, cerca de 2,3m de altura; uma galeria também exibiu várias peças de arte de autoria de Masami Kurumada e tiradas de Next Dimension e figuras colecionáveis do Cavaleiro de Ouro de Serpentário.